# Luigi Pirandello
Luigi Pirandello (Agrigento, 28 de junio de 1867-Roma, 10 de diciembre de 1936) fue un escritor italiano, ganador del Premio Nobel de Literatura en 1934. Las obras de Pirandello incluyen Seis personajes en busca de autor.

## Biografía
Nació el 28 de junio de 1867 en Villaseta de Càvusu, llamada actualmente Xaos (en todo caso la etimología de tal lugar, según el mismo Pirandello, derivaría de la palabra griega Kaos). En el siglo XX Càvusu/Xaos se ha transformado en una "contrada" o suburbio de la ciudad siciliana de Agrigento, motivo por el que es frecuente que en muchos textos se dé como lugar de nacimiento la ciudad de Agrigento, e incluso la ciudad vecina de Porto Empedocle.
Luigi Pirandello era hijo de Caterina Ricci-Gramitto y de Stefano Pirandello, comerciante garibaldino de clase media pero de ascendencia ilustre, inversor en la industria del sulfuro. Tanto los Pirandello como los Ricci-Gramitto eran fuertemente antiborbónicos y participaban activamente en el movimiento "Il Risorgimento", destinado a la unificación democrática de Italia. Stefano llegó a participar en la famosa aventura de Los Mil, siguiendo a Garibaldi a la batalla de Aspromonte mientras Caterina, que apenas contaba con trece años, debió emigrar junto con su padre a Malta donde había sido enviado al exilio por la monarquía borbónica reinante.
De los sentimientos de decepción que sus padres (especialmente Caterina) acuñaron tras el establecimiento de la unificación y su posterior y traumática realidad, Pirandello extraería buena parte de la atmósfera emocional que caracterizaría sus escritos, especialmente la novela Los viejos y los jóvenes. Es también posible que la sensación de traición y resentimiento inculcara en el joven Luigi la desproporción entre ideales y realidad que subraya en su ensayo L'Umorismo ("El humorismo"). 
Como muchos niños acomodados de la época, Pirandello tuvo la enseñanza primaria en su propio hogar. Quedó fascinado por las fábulas y leyendas de tono mágico que su tutora Maria Stella solía narrarle. A la precoz edad de doce años escribió su primera tragedia. A insistencia de su padre se inscribió en una escuela técnica, educación que complementó con el estudio de humanidades en el gimnasio, por las que sentía mucha mayor afinidad.
Su infancia transcurrió entre Girgenti (actual Agrigento, cambiado por Mussolini), y Porto Empedocle a orillas del mar. Luego de ser víctimas de maniobras fraudulentas, la familia se trasladó a Palermo en 1880. Fue en Palermo donde terminó el liceo, se enfrascó en la lectura de poesía italiana del siglo XIX, especialmente de escritores como Giosuè Carducci y Graf, empezó a escribir sus primeros poemas y se enamoró de su prima Lina. Durante este período comienzan los primeros signos del serio contraste que lo separaría de su padre, cuando Luigi encontró cierta correspondencia que insinuaba la existencia de una relación extramarital por parte de Stefano. El joven Pirandello empezó a acercarse emocionalmente a su madre, relación que se transformaría en una verdadera veneración que tendría su punto cumbre, tras la muerte de Caterina, en las hondas páginas de la novela Colloqui con i personaggi de 1915. 
Su amor por su prima, inicialmente visto con desagrado, fue de pronto tomado con gran seriedad por la familia de Lina, que demandó que Luigi abandonara sus estudios para dedicarse de lleno a la administración de las inversiones familiares en el negocio del azufre, a fin de que los jóvenes pudieran casarse prontamente. En 1886, durante unas vacaciones, Luigi visitó las minas de azufre de Porto Empedocle y comenzó a trabajar con su padre: esta experiencia resultó esencial para su obra, y sus impresiones se reflejarían en relatos como Il Fumo, Ciàula scopre la Luna, Los viejos y los jóvenes.

## Trayectoria

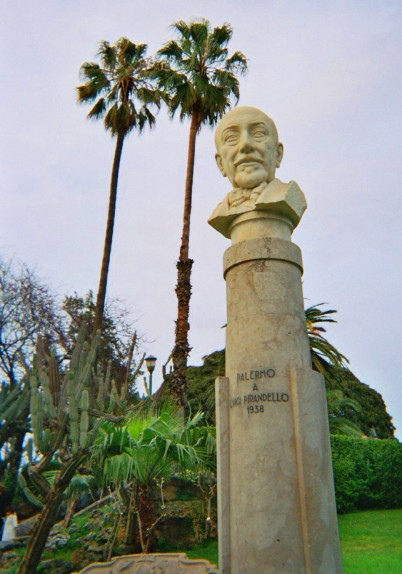
Busto de Pirandello en un parque público de Palermo

El casamiento, que parecía inminente, fue pospuesto y Pirandello se inscribió en la Universidad de Palermo en los departamentos de Leyes y Letras. En el campus de la universidad cultivó la amistad de jóvenes ideólogos como Enrico La Loggia, Giuseppe De Felice Giuffrida y Francesco De Luca.
De allí pasó en 1887 a la Universidad de Roma, donde protagonizó un serio incidente con un profesor, por lo que se vio obligado a abandonar la Casa de Estudios. Se trasladó a Bonn donde se doctoró el 21 de marzo de 1891 con una tesis en alemán que versa sobre la lengua siciliana. Al poco tiempo, regresó a Italia. 

El 27 de enero de 1894 en Girgenti contrae matrimonio con María Antonietta Portulano. Ese mismo año publicó su primer libro de relatos, Amores sin amor. 

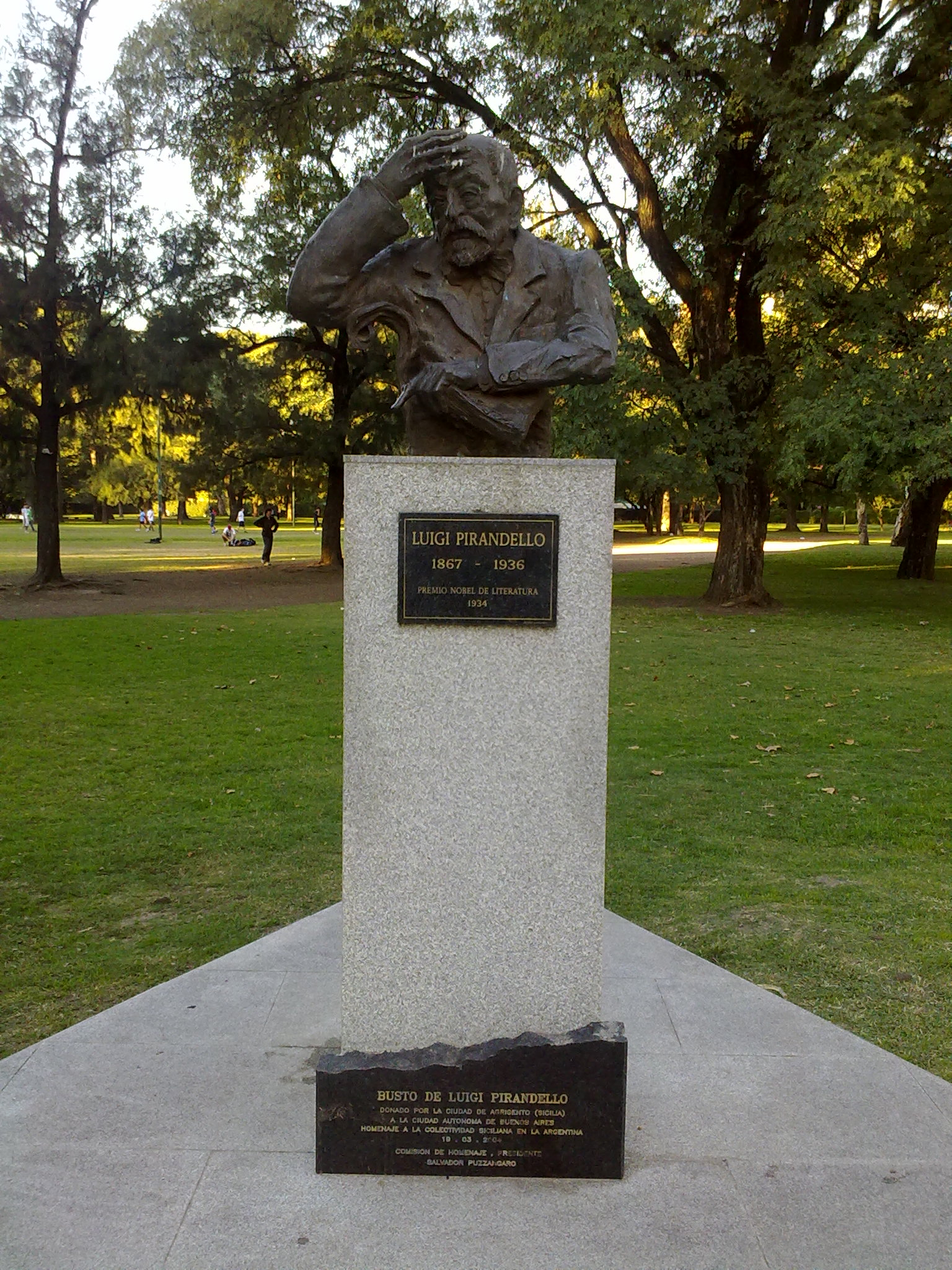
Busto en Buenos Aires.

Desde 1897 enseñó literatura italiana en el Instituto Superior de Magisterio. Un cataclismo provoca daños irreparables en la mina de azufre en la que su padre tenía invertidos sus bienes y la dote de Maria Antonietta, lo que le causó graves dificultades económicas y una fuerte depresión. Publicó en 1904 su novela El difunto Matías Pascal, posiblemente basada en esa traumática experiencia, que se constituyó en un enorme éxito, siendo traducida rápidamente a varios idiomas.
Su acercamiento al partido fascista en los años veinte fue un hecho extraño, aunque no puede desligarse de su proximidad a cierta vanguardia italiana. Pero pidió la entrada directamente a Mussolini, tras el asesinato de Giacomo Matteotti en 1924, y apoyó al mandatario por ese hecho. Todo ello causó un gran desazón entre sus lectores y en la ciudadanía italiana sojuzgada; para algunos fue el suyo un modo de ir contra la corriente intelectual, pero lo cierto es que el Régimen le nombró a continuación presidente de la Academia Italiana recién fundada, lo cual, eso sí, más bien lo alejó de esa compañía política. Y si bien logró tanto el premio Nobel en 1934 como el reconocimiento de su valor como novelista y autor teatral, ese gesto de 1924 no ha dejado de empañar su imagen. Queda el recuerdo de su individualismo a ultranza, de su encierro ascético en una humilde caja, de su original literatura, especialmente de los relatos y las piezas teatrales.

## Obra traducida
- El viaje. Traducción de José Ramón Monreal. Pequeños Placeres de Ediciones Invisibles. 2020.
- Cuentos para un año. Traducción de Marilena de Chiara, revisada por Jorge Carrión. Nórdica Libros, Madrid, 2011. Edición en tres volúmenes.
- El difunto Matías Pascal. Traducción de Julio García. Nórdica Libros, Madrid, 2008.
- Cuadernos de Serafino Gubbio operador. Traducción de Elena Martínez. Gadir Editorial, Madrid, 2007.
- Viejos y jóvenes. Introducción, traducción y notas de María Teresa Navarro Salazar. Editorial Gredos, Colección Biblioteca Universal, Madrid, 2006.
- La tinaja. Traducción de Elena Martínez. Ilustraciones de Carla Olivé. Gadir Editorial, Madrid, 2007.

## Teatro
- Liolà, 1916
- Così è (se vi pare) - Así es (si así os parece) -, 1917
- La giara, 1917
- Il piacere dell'onestà (El placer de la honradez), 1917
- La patente, 1918
- Ma non è una cosa seria, 1918
- Il giuoco delle parti (Las Reglas del Juego), 1918
- L'innesto, Milano, Teatro Manzoni, 29 gennaio 1919
- L'uomo, la bestia e la virtù (El hombre, la bestia y la virtud), 1919
- Tutto per bene (Todo sea para bien), 1920
- Sei personaggi in cerca d'autore (Seis personajes en busca de autor) , 1921
- Enrico IV (Enrique IV), 1922
- All'uscita, 1922
- L'imbecille (El imbécil), 1922
- Vestire gli ignudi (Vestir al desnudo), 1922
- L'uomo dal fiore in bocca (El hombre de la flor en la boca), 1923
- La vita che ti diedi (La vida que te di), 1923
- Ciascuno a suo modo (Cada uno a su manera), 1924
- Sagra del signore della nave, 1925
- La nuova colonia, 1926
- Diana e la Tuda (Diana y la Tuda), 1927
- Bellavita, 1927
- Lazzaro, 1928
- Questa sera si recita a soggetto (Esta noche se improvisa), 1930
- Sogno, ma forse no, 1931
- Quando si è qualcuno, 1933
- La favola del figlio cambiato, 1934
- Non si sa come, 1935
- I giganti della montagna (Los gigantes de la montaña), 1936

## Novela
- L'Umorismo, 1908L'Esclusa, 1901.
- Il Turno, 1902.
- El difunto Matías Pascal (Il Fu Mattia Pascal), 1904.
- L'Umorismo, 1908
- Suo Marito (Su marido), 1911.
- La vira nuda, 1911.
- I Vecchi e I Giovani (Los viejos y los jóvenes), 1913.
- Quaderni di Serafino Gubbio o Si gira (Los cuadernos de Serafino Gubbio, operador o Se filma), 1925.
- Uno, nessuno e centomila, 1926.

Las novelas de Pirandello se pueden dividir en dos grupos: sicilianas y romanas, según la ambientación y el tema. 
Luigi Pirandello nunca dejó de escribir novelas a lo largo de su vida, ni siquiera cuando empezó a dedicarse al teatro. Desde 1922 empezó a reunir sus producciones en la recopilación "Novelle per un anno" (novelas para un año, en español) de las que se publicaron 14 libros y, entre ellos, uno póstumo. 

## Poesía
Luigi Pirandello fue también poeta y publicó cinco libros de poesía en su vida:
- Mal Giocondo
- Pasqua di Gea
- Elegie Renane
- La Zampogna
- Fiore di Chiave, 1912, último.

## Filmografía
- Il crollo, dirigida por Mario Gargiulo (Italia, 1920, basada en la obra de teatro Lumie di Sicilia)
- Il lume dell'altra casa, dirigida por Ugo Gracci (Italia, 1920, basada en el cuento Il lume dell'altra casa)
- Lo scaldino, dirigida por Augusto Genina (Italia, 1920), basada en el cuento Lo scaldino.
- Pero no va en serio, dirigida por Augusto Camerini (Italia, 1921, basada en la obra teatral Ma non è una cosa seria)
- La rosa, dirigida por Arnaldo Frateili (Italia, 1921, basada en el cuento La rosa)
- El viaje (película de 1921), dirigida por Gennaro Righelli (Italia, 1921, basada en el cuento Il viaggio)>
- Feu Mathias Pascal, dirigida por Marcel L'Herbier (Francia, 1925, basada en la novela Il fu Mattia Pascal)
- El vuelo de la noche, dirigida por Amleto Palermi (Alemania, 1926, basada en la obra Enrico IV)<! --13 de diciembre de 1926-->
- La canción de amor, dirigida por Gennaro Righelli (Italia, 1930, basada en el cuento In silenzio)>
- La Dernière berceuse, dirigida por Gennaro Righelli y Jean Cassagne (Francia, 1931, basada en el cuento In silenzio)
- Liebeslied (película 1931), dirigida por Constantin J. David (Alemania, 1931, basada en el cuento In silenzio)
- Como tú me deseas, dirigida por George Fitzmaurice (1932, basada en la obra teatral Come tu mi vuoi)
- Steel, dirigida por Walter Ruttmann (Italia, 1933, basada en el cuento ¡Giuoca, Pietro!)>
- Pensaci, Giacomino! (película 1936), dirigida por Gennaro Righelli (Italia, 1936, basada en la obra teatral ¡Pensaci, Giacomino!)
- Pero no es nada serio, dirigida por Mario Camerini (Italia, 1936, basada en la obra Ma non è una cosa seria)
- El hombre que no sabía decir no, dirigida por Mario Camerini (Alemania, 1938, basada en la obra Ma non è una cosa seria)
- El hombre de ninguna parte, dirigida por Pierre Chenal (Francia, 1937, basada en la novela Il fu Mattia Pascal)>
- El ex Mattia Pascal, dirigida por Pierre Chenal (Italia, 1937, basada en la novela Il fu Mattia Pascal)
- No Man's Land, dirigida por Mario Baffico (Italia, 1939, basada en dos relatos cortos)
- Enrico IV (película de 1943), dirigida por Giorgio Pastina (Italia, 1943, basada en la obra de teatro Enrico IV).
- Este amor nuestro, dirigida por William Dieterle (1945, basada en la obra Come prima, meglio di prima)
- El hombre, la bestia y la virtud, dirigida por Steno (Italia, 1953, basada en la obra L'uomo, la bestia e la virtù)
- De la vida y del amor, dirigida por Aldo Fabrizi, Giorgio Pastina, Mario Soldati y Luigi Zampa (Italia, 1954, basada en cuatro relatos cortos)
- Vestire gli ignudi, dirigida por Marcello Pagliero (Italia, 1954, basada en la obra teatral Vestire gli ignudi)
- Nunca digas adiós, dirigida por Jerry Hopper (1956, basada en la obra Come prima, meglio di prima)
- Todo sea para bien, dirigida por Carlos Rinaldi (Argentina, 1957, basada en la obra Tutto per bene)
- Liolà (película)|Liolà]], dirigida por Alessandro Blasetti (Italia, 1963, basada en la obra Liolà)
- El viaje (1974), dirigida por Vittorio De Sica (Italia, 1974, basada en el cuento Il viaggio).
- Il turno (película)|Il turno]], dirigida por Tonino Cervi (Italia, 1981, basada en la novela Il turno)
- Enrique IV (película), dirigida por Marco Bellocchio (Italia, 1984, basada en la obra de teatro Enrico IV).
- Kaos (película), dirigida por Paolo y Vittorio Taviani (Italia, 1984, basada en cuatro relatos cortos)>
- Wir, dirigida por Henryk Jacek Schoen (Polonia, 1984, basada en dos relatos cortos)
- Las dos vidas de Mattia Pascal, dirigida por Mario Monicelli (Italia, 1985, basada en la novela Il fu Mattia Pascal)
- Las inocentes, dirigida por Felipe Cazals (México, 1986, basada en el cuento Inconscio).
- Tú te ríes, dirigida por Paolo y Vittorio Taviani (Italia, 1998, basada en dos relatos cortos)
- La niñera (película de 1999), dirigida por Marco Bellocchio (Italia, 1999, basada en el cuento La balia).
- La elección, dirigida por Michele Placido (Italia, 2015, basada en la obra de teatro L'innesto)
- La espera, dirigida por Piero Messina (Italia, 2015, basada en la obra La vita che ti diedi)>
- Una mujer respetable, dirigida por Bernard Émond (Canadá, 2023, basada en el cuento Pena di vivere cosi)